# Henry Crabb Robinson
Henry Crabb Robinson (1775 - 1867) foi um jornalista inglês do The Times. Entre 1800 e 1805 estudou em diversos lugares da Alemanha, onde conheceu muitos grandes homens de letras da época, incluído Goethe, Schiller, Johann Gottfried Herder e Christoph Martin Wieland. Posteriormente foi correspondente de guerra do The Times na Guerra da Independência Espanhola.
Morreu aos 91. O seu trabalho Diary, Reminiscences and Correspondence foi publicado em 1869.